# Кубок Андорри з футболу 2021
Кубок Андорри з футболу 2021 — 29-й розіграш кубкового футбольного турніру в Андоррі. Титул володаря кубка вшосте здобула Сан-Жулія.

## Календар
| Раунд        | Дата              | Матчі | Клуби  |
| ------------ | ----------------- | ----- | ------ |
| Перший раунд | 17-18 лютого 2021 | 4     | 12 → 8 |
| 1/4 фіналу   | 3-4 березня 2021  | 4     | 8 → 4  |
| 1/2 фіналу   | 14-15 квітня 2021 | 2     | 4 → 2  |
| Фінал        | 30 травня 2021    | 1     | 2 → 1  |

## Перший раунд
| Команда 1                   | Рахунок | Команда 2           |
| --------------------------- | ------- | ------------------- |
| 17 лютого 2021              |         |                     |
| Каррой                      | 2:0     | Атлетік Америка (2) |
| Пенья Енкарнада             | 2:1     | Ордіно (2)          |
| 18 лютого 2021              |         |                     |
| Санта-Колома                | 7:0     | Енкамп (2)          |
| Уніо Еспортива Санта-Колома | 4:0     | Ла-Массана (2)      |

## 1/4 фіналу
| Команда 1                   | Рахунок | Команда 2                   |
| --------------------------- | ------- | --------------------------- |
| 3 березня 2021              |         |                             |
| Інтер (Ескальдес-Енгордань) | 2:0     | Каррой                      |
| Сан-Жулія                   | 4:1     | Пенья Енкарнада             |
| 4 березня 2021              |         |                             |
| Енгордані                   | 0:1     | Санта-Колома                |
| Атлетік Ескальдес           | 3:0     | Уніо Еспортива Санта-Колома |

## 1/2 фіналу
| Команда 1                   | Рахунок | Команда 2         |
| --------------------------- | ------- | ----------------- |
| 14 квітня 2021              |         |                   |
| Інтер (Ескальдес-Енгордань) | 1:2     | Сан-Жулія         |
| 15 квітня 2021              |         |                   |
| Санта-Колома                | 1:2 дч  | Атлетік Ескальдес |

## Фінал
| 30 травня 2021 19:00 (EEST) |

| Сан-Жулія                   | 2:1      | Атлетік Ескальдес |
| --------------------------- | -------- | ----------------- |
| Бакарі 42' Бріту 90+2' (аг) | Протокол | Жугич 37'         |

| Естаді Насьйональ, Андорра-ла-Велья Арбітр: Руй Мігель Масіел де Кейруш |